# Acridocephala densepunctata
Acridocephala densepunctata är en skalbaggsart som beskrevs av Stefan von Breuning 1938. Acridocephala densepunctata ingår i släktet Acridocephala och familjen långhorningar. Inga underarter finns listade i Catalogue of Life.